# 1990 في إيران
فيما يلي قوائم الأحداث التي وقعت خلال عام 1990 في إيران.

## أفلام
من الأفلام التي صدرت هذه السنة في إيران:
- 1 يناير – الإمام علي

## مواليد

### يناير
- 23 يناير – سجاد شهبازاده لاعب كرة قدم إيراني.
- 30 يناير – مهدي دغاغله لاعب كرة قدم إيراني.

### فبراير
- 23 فبراير – سهراب عرابي
- 25 فبراير – إحسان حاج صفي لاعب كرة قدم إيراني.

### مارس
- 21 مارس – رامين رضائيان لاعب كرة قدم إيراني.
- 24 مارس – سروش رفيعي لاعب كرة قدم إيراني.
- 26 مارس – أرفين معظمي دراج إيراني.

### أبريل
- 3 أبريل – كريم أنصاريفرد لاعب كرة قدم إيراني.

### مايو
- 5 مايو – مهدي بدرلو لاعب كرة قدم إيراني.
- 26 مايو – ميلاد فخر الديني لاعب كرة قدم إيراني.

### يونيو
- 15 يونيو – جلال الدين علي محمدي لاعب كرة قدم إيراني.

### يوليو
- 21 يوليو – أبو الحسن جعفري لاعب كرة قدم إيراني.

### أغسطس
- 3 أغسطس – حسين إبراهيمي لاعب كرة قدم إيراني.

### سبتمبر
- 18 سبتمبر – علي قرباني لاعب كرة قدم إيراني.
- 21 سبتمبر – ميهرداد بيرامي لاعب كرة قدم إيراني.

### أكتوبر
- 19 أكتوبر – جانيت ليون مغنية سويدية.

### نوفمبر
- 24 نوفمبر – حامد لك لاعب كرة قدم إيراني.

### ديسمبر
- 7 ديسمبر – اكرم فهيميان مصور إيراني.
- 7 ديسمبر – محمد رضا دميري غانجي مصور إيراني.

## وفيات

### يناير
- 1 يناير – حسن مير خاني (مواليد 1910) خطاط إيراني.
- 20 يناير – هايده (مواليد 1942) مغنية إيرانية.

### مارس
- 19 مارس – ناصر سبحاني (مواليد 1951) فيلسوف إيراني.

### أغسطس
- 26 أغسطس – مهدي أخوان ثالث (مواليد 1928) شاعر إيراني.